# TV Azteca
TV Azteca este a doua cea mai mare companie de televiziune din Mexic și America Latină, concurând în principal cu Grupo Televisa, TV Azteca a fost fondată inițial ca Imevisión în 1983.